# Джемалудин Мушович
Джемалудин Мушович (босн. Džemaludin Mušović, нар. 30 жовтня 1944, Сараєво) — боснійський футболіст, що грав на позиції нападника. По завершенні ігрової кар'єри — тренер.
Виступав, зокрема, за клуби «Сараєво» та «Стандард» (Льєж), а також національну збірну Югославії.

## Клубна кар'єра
У дорослому футболі дебютував 1962 року виступами за команду клубу «Сараєво», в якій провів чотири сезони, взявши участь у 89 матчах чемпіонату. Більшість часу, проведеного у складі «Сараєва», був основним гравцем атакувальної ланки команди. У складі «Сараєва» був одним з головних бомбардирів команди, маючи середню результативність на рівні 0,43 голи за гру першості. У сезоні 1966/67 років команда стала срібним призером Першої ліги Югославії. Своєю грою за цю команду привернув увагу представників тренерського штабу клубу «Хайдук» (Спліт), до складу якого приєднався у липні 1966 року. Відіграв за сплітську команду наступні два сезони своєї ігрової кар'єри. Граючи у складі «Хайдука» також здебільшого виходив на поле в основному складі команди. У складі «Хайдука» у 1967 році став володарем Кубку Югославії. 1969 року повернувся до клубу «Сараєво». Цього разу провів у складі його команди три сезони. Тренерським штабом нового клубу також розглядався як гравець «основи».
З липня 1972 року два сезони захищав кольори команди бельгійського клубу «Стандард» (Льєж). Тренерським штабом нового клубу також розглядався як гравець «основи». В новому клубі був серед найкращих голеодорів, відзначаючись забитим голом в середньому щонайменше у кожній третій грі чемпіонату. Уже в першому своєму сезоні у бельгійській команді став переможцем бельгійського чемпіонату та кубку Бельгії.
Протягом 1975—1976 років захищав кольори команди клубу «Шатору». Завершив професійну ігрову кар'єру у клубі «Валансьєнн», за команду якого виступав протягом 1976—1977 років.

## Виступи за збірну
1965 року дебютував в офіційних матчах у складі національної збірної Югославії. Протягом кар'єри у національній команді, яка тривала 4 роки, провів у формі головної команди країни 10 матчів, забивши 2 м'ячі.

## Кар'єра тренера
Розпочав тренерську кар'єру, повернувшись до футболу після невеликої перерви, у нижньолігових «Рудара» (Какань) та Леотар (Требіньє). 1985 року очолив тренерський штаб клубу «Челік» (Зеніца), під його керівництвом команда вийшла до Першої ліги чемпіонату Югославії. У 1988 році очолив рідний для себе ФК «Сараєво». У цей же час був помічником Івиці Осима, коли той очолював збірну СФРЮ. У цей час збірна дійшла до 1/4 фіналу Чемпіонату світу з футболу 1990 року.
По завершенні Чемпіонату світу Мущович відправився до Катару, де до 1995 року тренував «Катар СК», «Аль-Садд» та «Аль-Арабі». У сезоні 1995/96 років тренував «Аль-Джазіру» з ОАЕ. По завершенні Боснійської війни у 1996 році, він повернувся на батьківщину й до 1998 року працював на посаді спортивного директора в Футбольній федерації Боснії і Герцеговини. З 1998 по 1999 роки працював головним тренером збірної Боснії і Герцеговина.
1999 року Мушович повернувся до Катару. У 2000 році на чолі клубу «Аль-Садд» став переможцем національного чемпіонату та Кубку Еміра Катару. На чолі клубу «Катар СК» у 2002 та 2004 роках став переможцем Кубку наслідного принца Катару, а в 2003 році переможцем національного чемпіонату. У 2002, 2003 та 2004 роках був визнаний тренером року у Катарі. Протягом тренерської кар'єри також очолював команди клубів, а також входив до тренерських штабів Катар.
У серпні 2004 року на зміну французу Філіппу Труссьє на посаду головного тренера національної збірної Катару прийшов Джемалудин Мушович, і відразу ж виграв Кубок затоки. На Азійських іграх в грудні 2006 року з катарською командою він виграв золоті медалі.
Проте в липні 2007 року, після того як катарська збірна не змогла успішно виступити у Кубку затоки та вилетіла вже після першого раунду з Азійських ігор.

## Досягнення

### Як гравця
- Чемпіонат Югославії
  -  Чемпіон (2): 1967, 1971

- Кубок Югославії
  -  Володар (1): 1972

- Ліга Жупіле
  -  Чемпіон (1): 1972

- Кубок Бельгії
  -  Володар (1): 1972

### Як тренера
- Друга ліга чемпіонату Югославії
  -  Чемпіон (1): 1986

- Чемпіонат Катару
  -  Чемпіон (2): 2000, 2003

- Кубок Еміра Катару
  -  Володар (1): 2000

- Кубок наслідного принца Катару
  -  Володар (1): 2002, 2004

- Переможець Азійських ігор: 2006

### Особисті
- Тренер року у Катарі: 2002, 2003, 2004